# Výškařský mítink v Eberstadtu
Výškařský mítink v Eberstadtu je mezinárodní atletický mítink ve skoku do výšky, který je pořádán každoročně od roku 1979 v německém Eberstadtu. Soutěž žen se poprvé uskutečnila až v roce 2002. V roce 2006 vyhrál mítink český výškař Tomáš Janků výkonem 230 cm.
Rekordy mítinku drží Kubánec Javier Sotomayor (240 cm) a Švédka Kajsa Bergqvistová (206 cm).

## Přehled vítězů

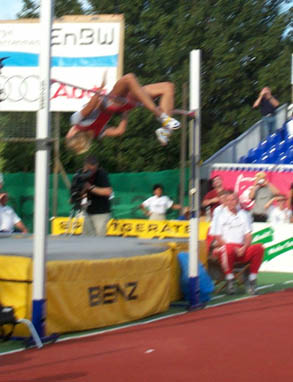
Kajsa Bergqvistová na mítinku v roce 2003

| Ročník | Rok  | Vítězové - muži            | Výkon  | Vítězové - ženy       | Výkon  |
| ------ | ---- | -------------------------- | ------ | --------------------- | ------ |
| 1.     | 1979 | Dietmar Mögenburg          | 2,30 m | -                     | -      |
| 2.     | 1980 | Jacek Wszoła               | 2,35 m | -                     | -      |
| 3.     | 1981 | Roland Dalhäuser           | 2,31 m | -                     | -      |
| 4.     | 1982 | Roland Dalhäuser           | 2,30 m | -                     | -      |
| 5.     | 1983 | Gerd Nagel                 | 2,27 m | -                     | -      |
| 6.     | 1984 | Ču Ťien-chua               | 2,39 m | -                     | -      |
| 7.     | 1985 | Patrik Sjöberg             | 2,38 m | -                     | -      |
| 8.     | 1986 | Milton Ottey               | 2,30 m | -                     | -      |
| 9.     | 1987 | Patrik Sjöberg             | 2,36 m | -                     | -      |
| 10.    | 1988 | Carlo Thränhardt           | 2,34 m | -                     | -      |
| 11.    | 1989 | Carlo Thränhardt           | 2,34 m | -                     | -      |
| 12.    | 1990 | Sorin Matei                | 2,36 m | -                     | -      |
| 13.    | 1991 | Javier Sotomayor           | 2,36 m | -                     | -      |
| 14.    | 1992 | Javier Sotomayor           | 2,36 m | -                     | -      |
| 15.    | 1993 | Hollis Conway              | 2,38 m | -                     | -      |
| 16.    | 1994 | Javier Sotomayor           | 2,40 m | -                     | -      |
| 17.    | 1995 | Javier Sotomayor           | 2,37 m | -                     | -      |
| 18.    | 1996 | Artur Partyka              | 2,38 m | -                     | -      |
| 19.    | 1997 | Javier Sotomayor           | 2,35 m | -                     | -      |
| 20.    | 1998 | Artur Partyka              | 2,33 m | -                     | -      |
| 21.    | 1999 | Mark Boswell               | 2,33 m | -                     | -      |
| 22.    | 2000 | Vjačeslav Voronin          | 2,36 m | -                     | -      |
| 23.    | 2001 | Vjačeslav Voronin          | 2,37 m | -                     | -      |
| 24.    | 2002 | Mark Boswell               | 2,33 m | Irina Michalčenková   | 2,00 m |
| 25.    | 2003 | Jacques Freitag            | 2,30 m | Kajsa Bergqvistová    | 2,06 m |
| 26.    | 2004 | Stefan Holm                | 2,36 m | Irina Michalčenková   | 2,01 m |
| 27.    | 2005 | Vjačeslav Voronin          | 2,33 m | Irina Michalčenková   | 1,91 m |
| 28.    | 2006 | Tomáš Janků                | 2,30 m | Kajsa Bergqvistová    | 1,98 m |
| 29.    | 2007 | Andrej Silnov              | 2,30 m | Jekatěrina Savčenková | 1,97 m |
| 30.    | 2008 | Víctor Moya Martyn Bernard | 2,30 m | Jelena Slesarenková   | 2,02 m |
| 31.    | 2009 | Raúl Spank                 | 2,33 m | Irina Gordějevová     | 2,02 m |
| 32.    | 2010 | Raúl Spank                 | 2,30 m | Ariane Friedrichová   | 2,00 m |
| 33.    | 2011 | Ivan Uchov                 | 2,24 m | Světlana Školinová    | 1,99 m |
| 34.    | 2012 | Mutaz Essa Baršim          | 2,35 m | Irina Gordějevová     | 2,04 m |
| 35.    | 2013 | Bohdan Bondarenko          | 2,30 m | Světlana Školinová    | 1,94 m |